# Willem van Keppel, 2. Earl of Albemarle
William Anne van Keppel, 2. Earl of Albemarle KG KB PC (* 5. Juni 1702 in Whitehall (London); † 22. Dezember 1754 in Paris) war ein britischer Offizier, Hofbeamter, Gouverneur der Colony of Virginia und Botschafter am Hof von Versailles.

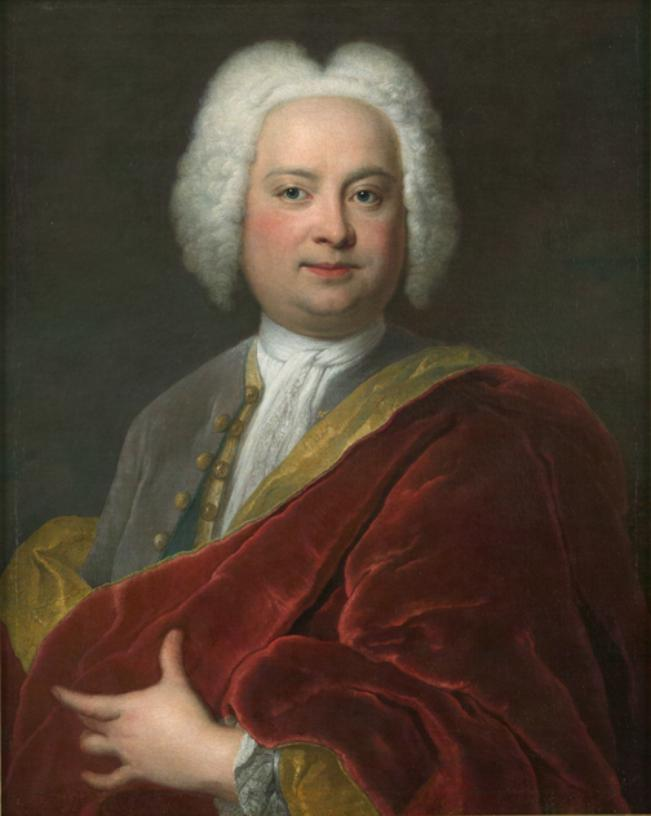
William Anne van Keppel, 2. Earl of Albemarle (Porträt von Charles Philips)

## Leben

### Herkunft
Er stammte aus der ursprünglich niederländischen Familie Keppel, die im Gefolge von Wilhelm III. von Oranien nach England gekommen war. Er war der einzige Sohn von Arnold van Keppel, 1. Earl of Albemarle und dessen Frau Geertruid Johanna Quirina van der Duyn. Eine Patin bei seiner Taufe war Queen Anne. Als Heir apparent seines Vaters führte er bis 1718 den Höflichkeitstitel Viscount Bury.

### Familie
Keppel heiratete 1722 Anne Lennox, eine Tochter von Charles Lennox, 1. Duke of Richmond und Anne Brudenell. Seine Frau wurde später Lady of the Bedchamber von Königin Caroline und war nach seinem Tod zeitweise Favoritin des Königs. Mit seiner Gattin hatte er sechs Kinder:
- George Keppel, 3. Earl of Albemarle (1724–1772), General der British Army;
- Augustus Keppel, 1. Viscount Keppel (1725–1786), Admiral der Royal Navy;
- Hon. William Keppel (1727–1782), MP, Lieutenant-General der British Army;
- Rt. Rev. Hon. Frederick Keppel (1728–1777), Bischof von Exeter;
- Lady Caroline Keppel (1737–1769) ⚭ Robert Adair (1711–1790), Surgeon-General der British Army;
- Lady Elizabeth Keppel (1739–1768) ⚭ 1764 Francis Russell, Marquess of Tavistock, Sohn des John Russell, 4. Duke of Bedford.

### Wirken
Mit seinem Vater reiste er früh in die Niederlande, wo er erzogen wurde. Nach seiner Rückkehr war er ab 1717 Captain und Lieutenant-Colonel bei einer Grenadierkompanie der Coldstream Guards.
Beim Tod seines Vaters erbte er 1718 dessen Adelstitel als 2. Earl of Albemarle, 2. Viscount Bury und 2. Baron Ashford und wurde dadurch Mitglied des britischen House of Lords. Im Jahr 1720 begleitete er seinen militärischen Vorgesetzten William Cadogan, 1. Earl Cadogan, auf dessen diplomatischer Mission nach Berlin und Wien, um über die Einbeziehung Spaniens in die Quadrupelallianz nach der spanischen Niederlage im Krieg der Quadrupelallianz zu verhandeln.
Er hatte ab 1722 am Hof des Prince of Wales und späteren Königs Georg II. das Hofamt eines Lord of the Bedchamber inne. Im Jahr 1725 wurde Keppel als Knight Companion in den Order of the Bath aufgenommen. Ab 1727 war er Aide-de-camp des Königs im Rang eines Colonels der Armee. Im Jahr 1731 wurde er Colonel des 29th Regiment of Foot ernannt. Er wechselte 1733 als Colonel zum 3rd Troop of Horse Guards.
Ab 1737 war er Gouverneur der Kolonie Virginia. Wie die meisten seiner Vorgänger residierte er in England, während die eigentliche Herrschaft in der Kolonie von einem Stellvertreter ausgeübt wurde. Von England aus griff er in die kolonialen Angelegenheiten ein. Seine Patronage- und Beförderungspolitik führten zu Konflikten mit seinem Stellvertreter William Gooch und schwächten dessen Autorität. Dies trug dazu bei, dass die kolonialen Politiker und ihre Versammlungen an Einfluss gewannen.
Keppel wurde 1739 zum Brigadier-General und 1742 zum Major-General befördert. Er wurde auch Kommandeur der Household Cavalry. Er nahm während des österreichischen Erbfolgekrieges unter anderem an der Schlacht bei Dettingen teil. Dabei griff er die französische Kavallerie an, wobei ein Pferd unter ihm erschossen wurde. Er wechselte 1744 zurück zu den Coldstream Guards. Im Jahr 1745 zeichnete er sich in der Schlacht bei Fontenoy aus. Er kommandierte die Gardebrigade an der vordersten Front. Kurze Zeit später wurde er zum Lieutenant-General befördert.
Nach dem Beginn des Jakobitenaufstandes in Schottland wurde er 1745 stellvertretender Kommandeur auf diesem Kriegsschauplatz und führte Verstärkung aus Flandern heran. Keppel war 1746 Kommandeur der Vorhut der britischen Truppen in Schottland. Er kommandierte zwei Kavallerieregimenter und zwei Infanteriebrigaden. Er führte in der Schlacht bei Culloden die erste Linie der Infanterie. Im selben Jahr wurde er Oberkommandierender in Schottland. Damit war er dafür zuständig, den noch vorhandenen schottischen Widerstand zu brechen. Der Erfolg war mäßig. Seiner Spionageorganisation war es zudem nicht gelungen, die Flucht von Charles Edward Stuart nach Frankreich zu verhindern. Er bat mit Erfolg um seine Abberufung und kehrte zu den Truppen in Flandern zurück. Ein Jahr später kommandierte er eine Division in der Schlacht bei Lauffeldt. Er war auch in den Niederlanden zeitweise Oberkommandierender der britischen Truppen.
Beim Friedensschluss von 1748 wurde er Botschafter in Paris. Horace Walpole und andere warfen seiner Mätresse in dieser Zeit vor, britische Regierungsdokumente an die Franzosen verkauft zu haben. 1749 wurde er als Knight Companion in den Hosenbandorden aufgenommen. Zwischen 1751 und 1754 hatte er das Hofamt eines Groom of the Stool inne. Ab 1751 gehörte Keppel außerdem dem Privy Council an. Keppel wurde 1754 noch einmal nach Frankreich entsandt, um über die Freilassung britischer Bürger zu verhandeln, die von den Franzosen in Amerika gefangen genommen worden waren. Er starb plötzlich nach einem Essen während seines Aufenthalts in Paris.
Nach ihm ist das Albemarle County in Virginia benannt.